# Taylor Booth
Taylor Anthony Booth (Eden, 31 maggio 2001) è un calciatore statunitense, centrocampista del Twente.

## Biografia
Possiede anche il passaporto italiano in virtù delle origini del padre. È il fratello del calciatore Zach Booth.

## Carriera

### Club
Cresciuto nel settore giovanile del Real Salt Lake, nel gennaio 2019 viene acquistato dal Bayern Monaco, che anch'esso lo aggrega al proprio settore giovanile. Il 14 giugno 2020 debutta con la seconda squadra, in occasione dell'incontro di 3. Liga vinto per 3-2 sul campo del Waldhof Mannheim. L'8 febbraio 2021 passa in prestito agli austriaci del St. Pölten fino al termine della stagione. Rientrato alla base, esordisce con la prima squadra il 25 agosto successivo, nell'incontro di DFB-Pokal vinto per 12-0 in casa del Bremer.
Il 30 gennaio 2022 viene acquistato dall'Utrecht, firmando un contratto valido fino al 2025, che, tuttavia, lo lascia in prestito al Bayern Monaco fino al termine della stagione. Debutta in Eredivisie il 6 agosto, nell'incontro pareggiato per 2-2 contro l'RKC Waalwijk.

### Nazionale
Ha rappresentato le nazionali giovanili statunitensi per poi esordire in nazionale maggiore il 24 marzo 2023 nel successo per 1-7 in casa di Grenada.

## Statistiche

### Presenze e reti nei club
Statistiche aggiornate al 18 agosto 2022.
| Stagione        | Squadra          | Campionato      | Campionato | Campionato | Coppe nazionali | Coppe nazionali | Coppe nazionali | Coppe continentali | Coppe continentali | Coppe continentali | Altre coppe | Altre coppe | Altre coppe | Totale | Totale |
| Stagione        | Squadra          | Comp            | Pres       | Reti       | Comp            | Pres            | Reti            | Comp               | Pres               | Reti               | Comp        | Pres        | Reti        | Pres   | Reti   |
| --------------- | ---------------- | --------------- | ---------- | ---------- | --------------- | --------------- | --------------- | ------------------ | ------------------ | ------------------ | ----------- | ----------- | ----------- | ------ | ------ |
| 2019-2020       | Bayern Monaco II | 3L              | 2          | 0          |                 | -               | -               |                    | -                  | -                  |             | -           | -           | 2      | 0      |
| 2020-feb. 2021  | Bayern Monaco II | 3L              | 2          | 0          |                 | -               | -               |                    | -                  | -                  |             | -           | -           | 2      | 0      |
| feb.-giu. 2021  | St. Pölten       | BL              | 15+2       | 3+0        | CA              | -               | -               |                    | -                  | -                  |             | -           | -           | 17     | 3      |
| 2021-2022       | Bayern Monaco    | BL              | -          | -          | CG              | 1               | 0               | UCL                | -                  | -                  |             | -           | -           | 1      | 0      |
| 2021-2022       | Bayern Monaco II | RL              | 24         | 3          |                 | -               | -               |                    | -                  | -                  |             | -           | -           | 24     | 3      |
| 2022-2023       | Utrecht          | ED              | 4          | 0          | CO              | 0               | 0               |                    | -                  | -                  |             | -           | -           | 4      | 0      |
| Totale carriera | Totale carriera  | Totale carriera | 49         | 5          |                 | 1               | 0               |                    | -                  | -                  |             | -           | -           | 50     | 5      |

### Cronologia presenze e reti in nazionale
| Cronologia completa delle presenze e delle reti in nazionale ― Stati Uniti | Cronologia completa delle presenze e delle reti in nazionale ― Stati Uniti | Cronologia completa delle presenze e delle reti in nazionale ― Stati Uniti | Cronologia completa delle presenze e delle reti in nazionale ― Stati Uniti | Cronologia completa delle presenze e delle reti in nazionale ― Stati Uniti | Cronologia completa delle presenze e delle reti in nazionale ― Stati Uniti | Cronologia completa delle presenze e delle reti in nazionale ― Stati Uniti | Cronologia completa delle presenze e delle reti in nazionale ― Stati Uniti |
| Data                                                                       | Città                                                                      | In casa                                                                    | Risultato                                                                  | Ospiti                                                                     | Competizione                                                               | Reti                                                                       | Note                                                                       |
| -------------------------------------------------------------------------- | -------------------------------------------------------------------------- | -------------------------------------------------------------------------- | -------------------------------------------------------------------------- | -------------------------------------------------------------------------- | -------------------------------------------------------------------------- | -------------------------------------------------------------------------- | -------------------------------------------------------------------------- |
| 25-3-2023                                                                  | Saint George's                                                             | Grenada                                                                    | 1 – 7                                                                      | Stati Uniti                                                                | CONCACAF Nations League 2022-2023 - 1º Turno                               | -                                                                          | 64’                                                                        |
| 28-3-2023                                                                  | Orlando                                                                    | Stati Uniti                                                                | 1 – 0                                                                      | El Salvador                                                                | CONCACAF Nations League 2022-2023 - 1º Turno                               | -                                                                          | 72’                                                                        |
| Totale                                                                     |                                                                            | Presenze                                                                   | 2                                                                          |                                                                            | Reti                                                                       | 0                                                                          |                                                                            |

## Palmarès

### Club

#### Competizioni nazionali
- 3. Liga: 1

Bayern Monaco II: 2019-2020

### Nazionale
- CONCACAF Nations League: 1

2022-2023